# 漆南薰墓
漆南薰墓位於重慶市江津区李市鎮五斗村。是1927年重庆三·三一惨案死难者漆南薰的墓葬，1987年1月23日列為重慶市第二批市級文物保護單位初定名單。1992年3月19日列為重慶市第二批市級文物保護單位。2000年9月7日列為第一批重慶市文物保護單位。